# Liste des monuments historiques des Yvelines (sud)
Cet article recense les monuments historiques du sud des Yvelines, en France.

## Liste
Cette liste comprend les communes des arrondissements de Rambouillet et de Versailles.
Du fait du nombre de protections à Versailles, la commune dispose d'une liste à part : voir la liste des monuments historiques de Versailles.
L'abbaye des Vaux-de-Cernay se situe sur les communes d'Auffargis et de Cernay-la-Ville. Le château de Pontchartrain se situe sur les communes de Jouars-Pontchartrain et du Tremblay-sur-Mauldre.
- Haut – A
- B
- C
- D
- E
- F
- G
- H
- I
- J
- K
- L
- M
- N
- O
- P
- Q
- R
- S
- T
- U
- V
- W
- X
- Y
- Z

| Monument                                                        | Commune                      | Adresse                                                                                               | Coordonnées                      | Notice         | Protection            | Date                | Illustration |
| --------------------------------------------------------------- | ---------------------------- | --- | -------------------------------- | -------------- | --------------------- | ------------------- | --- |
| Abbaye d'Ablis                                                  | Ablis                        | 70 rue Pierre-Troué                                                                                   | 48° 31′ 00″ nord, 1° 50′ 08″ est | « PA00087356 » | Inscrit               | 1925                | Abbaye d'Ablis |
| Église Saint-Pierre-Saint-Paul d'Ablis                          | Ablis                        | | 48° 30′ 57″ nord, 1° 50′ 08″ est | « PA00087357 » | Inscrit               | 1950                | Église Saint-Pierre-Saint-Paul d'Ablis |
| Abbaye des Vaux-de-Cernay                                       | Auffargis                    | | 48° 41′ 02″ nord, 1° 56′ 10″ est | « PA00133024 » | Inscrit Classé        | 1926 1994           | Abbaye des Vaux-de-CernayDans la base Mérimée, l'abbaye est répertoriée sur la commune d'Auffargis sous la référence « PA00133024 », notice no PA00133024 et celle de Cernay-la-Ville sous la référence « PA00087395 », notice no PA00087395.                  |
| Église Notre-Dame-de-l'Assomption d'Autouillet                  | Autouillet                   | | 48° 50′ 51″ nord, 1° 48′ 12″ est | « PA00087362 » | Classé Inscrit        | 1946                | Église Notre-Dame-de-l'Assomption d'Autouillet |
| Église Saint-Martin de Bazoches-sur-Guyonne                     | Bazoches-sur-Guyonne         | | 48° 46′ 44″ nord, 1° 51′ 36″ est | « PA78000020 » | Inscrit               | 2004                | Église Saint-Martin de Bazoches-sur-Guyonne |
| Maison Louis Carré                                              | Bazoches-sur-Guyonne         | 1 chemin du Saint-Sacrement                                                                           | 48° 46′ 12″ nord, 1° 51′ 15″ est | « PA00125460 » | Classé                | 1996                | Maison Louis Carré |
| Château de Béhoust                                              | Béhoust                      | | 48° 49′ 53″ nord, 1° 43′ 21″ est | « PA00087368 » | Inscrit               | 1976                | Château de Béhoust |
| Château de Beynes                                               | Beynes                       | | 48° 51′ 23″ nord, 1° 52′ 29″ est | « PA00087370 » | Inscrit Classé        | 1959 2014           | Château de Beynes |
| Église de l'Assomption de Boinville-le-Gaillard                 | Boinville-le-Gaillard        | | 48° 29′ 38″ nord, 1° 52′ 16″ est | « PA00087372 » | Inscrit               | 1950                | Église de l'Assomption de Boinville-le-Gaillard |
| Obélisque de Boinville-le-Gaillard                              | Boinville-le-Gaillard        | La Croix Boissée                                                                                      | 48° 29′ 44″ nord, 1° 52′ 57″ est | « PA00087373 » | Inscrit               | 1950                | Obélisque de Boinville-le-Gaillard |
| Batterie de Bois-d'Arcy                                         | Bois-d'Arcy                  | 7 rue Alexandre-Turpault                                                                              | 48° 48′ 24″ nord, 2° 02′ 02″ est | « PA00087792 » | Inscrit               | 1991                | Batterie de Bois-d'Arcy |
| Chapelle funéraire de la famille Hériot                         | La Boissière-École           | Cimetière                                                                                             | 48° 41′ 04″ nord, 1° 38′ 21″ est | « PA00087375 » | Classé                | 1987                | Chapelle funéraire de la famille Hériot |
| Château de La Boissière                                         | La Boissière-École           | | 48° 40′ 52″ nord, 1° 39′ 17″ est | « PA00087376 » | Inscrit Classé        | 1985 1987           | Château de La Boissière |
| Château de Bonnelles                                            | Bonnelles                    | | 48° 37′ 13″ nord, 2° 01′ 22″ est | « PA78000028 » | Inscrit               | 2010                | Château de Bonnelles |
| Borne armoriée des Bréviaires                                   | Les Bréviaires               | Forêt de Rambouillet                                                                                  | 48° 41′ 38″ nord, 1° 48′ 26″ est | « PA00087385 » | Inscrit               | 1936                | Borne armoriée des Bréviaires |
| Aqueduc de Buc                                                  | Buc                          | | 48° 46′ 24″ nord, 2° 08′ 00″ est | « PA00087387 » | Classé                | 1952                | Aqueduc de Buc |
| Église Saint-Vincent-et-Saint-Sébastien de Bullion              | Bullion                      | | 48° 37′ 20″ nord, 1° 59′ 48″ est | « PA00087388 » | Inscrit               | 1962                | Église Saint-Vincent-et-Saint-Sébastien de Bullion |
| Château de la Celle-les-Bordes                                  | La Celle-les-Bordes          | Rue du Village                                                                                        | 48° 38′ 16″ nord, 1° 57′ 14″ est | « PA00087391 » | Inscrit               | 1966                | Château de la Celle-les-Bordes |
| Église Saint-Germain-de-Paris de La Celle-les-Bordes            | La Celle-les-Bordes          | | 48° 38′ 15″ nord, 1° 57′ 13″ est | « PA00087392 » | Inscrit               | 1981                | Église Saint-Germain-de-Paris de La Celle-les-Bordes |
| Abbaye des Vaux-de-Cernay                                       | Cernay-la-Ville              | | 48° 41′ 02″ nord, 1° 56′ 10″ est | « PA00087395 » | Inscrit Classé        | 1926 1994           | Abbaye des Vaux-de-Cernay |
| Église Saint-Brice de Cernay-la-Ville                           | Cernay-la-Ville              | | 48° 40′ 23″ nord, 1° 58′ 17″ est | « PA00087396 » | Inscrit               | 1928                | Église Saint-Brice de Cernay-la-Ville |
| Château de la Madeleine                                         | Chevreuse                    | | 48° 42′ 36″ nord, 2° 02′ 31″ est | « PA00087405 » | Inscrit               | 1948                | Château de la Madeleine |
| Château de Breteuil                                             | Choisel                      | | 48° 40′ 49″ nord, 2° 01′ 23″ est | « PA00087406 » | Inscrit Classé        | 1961 1973           | Château de Breteuil |
| Église Saint-Jean-Baptiste de Choisel                           | Choisel                      | | 48° 41′ 15″ nord, 2° 01′ 05″ est | « PA00087407 » | Inscrit               | 1982                | Église Saint-Jean-Baptiste de Choisel |
| Rendez-vous de chasse des Clayes-sous-Bois                      | Les Clayes-sous-Bois         | 3 rue Henri-Prou                                                                                      | 48° 49′ 09″ nord, 1° 59′ 18″ est | « PA00087409 » | Inscrit               | 1972                | Rendez-vous de chasse des Clayes-sous-Bois |
| Château de Dampierre                                            | Dampierre-en-Yvelines        | | 48° 42′ 17″ nord, 1° 59′ 17″ est | « PA00087420 » | Inscrit               | 1928                | Château de Dampierre |
| Commanderie de la Villedieu                                     | Élancourt                    | | 48° 45′ 55″ nord, 1° 57′ 56″ est | « PA00087425 » | Inscrit               | 1926                | Commanderie de la Villedieu |
| Bornes de l'allée de chasse de Charles X                        | Gambaiseuil                  | Le Chêne Rogneux                                                                                      | à géolocaliser                   | « PA00087440 » | Inscrit               | 1950                | Image manquante Téléverser |
| Église Saint-Pierre de Garancières                              | Garancières                  | | 48° 49′ 25″ nord, 1° 45′ 23″ est | « PA00087441 » | Inscrit               | 1950                | Église Saint-Pierre de Garancières |
| Église Saint-Germain-d'Auxerre de Gazeran                       | Gazeran                      | | 48° 38′ 04″ nord, 1° 46′ 26″ est | « PA00087443 » | Inscrit               | 1965                | Église Saint-Germain-d'Auxerre de Gazeran |
| Église Saint-Germain de Goupillières                            | Goupillières                 | | 48° 52′ 42″ nord, 1° 45′ 35″ est | « PA00087445 » | Inscrit               | 1969                | Église Saint-Germain de Goupillières |
| Château de la Mormaire                                          | Grosrouvre                   | | 48° 45′ 58″ nord, 1° 45′ 20″ est | « PA00087790 » | Inscrit               | 1990                | Château de la Mormaire |
| Église Saint-Martin de Grosrouvre                               | Grosrouvre                   | | 48° 46′ 57″ nord, 1° 45′ 42″ est | « PA00125461 » | Classé                | 1995                | Église Saint-Martin de Grosrouvre |
| Église Saint-Victor de Guyancourt                               | Guyancourt                   | | 48° 46′ 17″ nord, 2° 04′ 12″ est | « PA00087450 » | Inscrit               | 1951                | Église Saint-Victor de Guyancourt |
| Église Saint-Germain-d'Auxerre d'Hermeray                       | Hermeray                     | Rue de l'Église                                                                                       | 48° 38′ 16″ nord, 1° 40′ 31″ est | « PA00087452 » | Inscrit               | 1950                | Église Saint-Germain-d'Auxerre d'Hermeray |
| Château de Pontchartrain                                        | Jouars-Pontchartrain         | | 48° 47′ 56″ nord, 1° 53′ 42″ est | « PA00087462 » | Classé                | 1979                | Château de PontchartrainDans la base Mérimée, le château est répertorié sur la commune de Jouars-Pontchartrain sous la référence « PA00087462 », notice no PA00087462 et celle du Tremblay-sur-Mauldre sous la référence « PA00087658 », notice no PA00087658. |
| Église Saint-Martin de Jouars-Pontchartrain                     | Jouars-Pontchartrain         | | 48° 47′ 20″ nord, 1° 54′ 00″ est | « PA78000016 » | Inscrit               | 2003                | Église Saint-Martin de Jouars-Pontchartrain |
| Place du Maréchal-Foch                                          | Jouars-Pontchartrain         | Place du Maréchal-Foch Route du Pontel Rue Mazières Route de Paris Rue Saint-Frédéric Rue Sainte-Anne | 48° 48′ 09″ nord, 1° 54′ 01″ est | « PA78000015 » | Inscrit               | 2002                | Place du Maréchal-Foch |
| Église Saint-Martin de Jouy-en-Josas                            | Jouy-en-Josas                | | 48° 45′ 48″ nord, 2° 10′ 05″ est | « PA00087463 » | Inscrit               | 1950                | Église Saint-Martin de Jouy-en-Josas |
| Maison Bechmann                                                 | Jouy-en-Josas                | 7 rue Abel-Nicolle                                                                                    | 48° 46′ 15″ nord, 2° 10′ 20″ est | « PA78000025 » | Inscrit               | 2009                | Maison Bechmann |
| Maison du clos des Metz                                         | Jouy-en-Josas                | 4 rue Léon-Blum                                                                                       | 48° 46′ 12″ nord, 2° 10′ 06″ est | « PA00087464 » | Inscrit               | 1983                | Maison du clos des Metz |
| Abbaye de Notre-Dame-de-la-Roche                                | Lévis-Saint-Nom              | | 48° 44′ 06″ nord, 1° 57′ 19″ est | « PA00087468 » | Inscrit               | 1926                | Abbaye de Notre-Dame-de-la-Roche |
| Porte de Jouy                                                   | Les Loges-en-Josas           | | 48° 46′ 07″ nord, 2° 08′ 36″ est | « PA00087474 » | Inscrit               | 1989                | Porte de Jouy |
| Église Saint-Pierre de Longvilliers                             | Longvilliers                 | | 48° 34′ 44″ nord, 1° 59′ 29″ est | « PA00087476 » | Inscrit               | 1950                | Église Saint-Pierre de Longvilliers |
| Château de Brouëssy                                             | Magny-les-Hameaux            | Rue Paul-et-Jeanne-Weiss                                                                              | 48° 44′ 44″ nord, 2° 02′ 59″ est | « PA78000024 » | Inscrit Inscrit       | 2009 2016           | Château de Brouëssy |
| Église Saint-Germain-de-Paris                                   | Magny-les-Hameaux            | Saint-Germain                                                                                         | 48° 44′ 39″ nord, 2° 03′ 41″ est | « PA78000036 » | Inscrit               | 2016                | Église Saint-Germain-de-Paris |
| Porte de Mérantais                                              | Magny-les-Hameaux            | Golf national de Saint-Quentin-en-Yvelines                                                            | 48° 44′ 53″ nord, 2° 04′ 42″ est | « PA00087489 » | Inscrit               | 1989                | Porte de Mérantais |
| Port-Royal des Champs                                           | Magny-les-Hameaux            | Route des Granges                                                                                     | 48° 44′ 53″ nord, 2° 00′ 55″ est | « PA00087488 » | Inscrit Classé        | 1980 2008           | Port-Royal des Champs |
| Port-Royal des Champs                                           | Magny-les-Hameaux            | | 48° 44′ 41″ nord, 2° 01′ 00″ est | « PA00087487 » | Inscrit Classé        | 1980 2008           | Port-Royal des Champs |
| Église Saint-Remy de Marcq                                      | Marcq                        | | 48° 51′ 35″ nord, 1° 49′ 04″ est | « PA00087520 » | Inscrit               | 1965                | Église Saint-Remy de Marcq |
| Donjon de Maurepas                                              | Maurepas                     | | 48° 46′ 21″ nord, 1° 55′ 14″ est | « PA00087531 » | Inscrit               | 1926                | Donjon de Maurepas |
| Château des Ambésis                                             | Le Mesnil-Saint-Denis        | Le Grand-Ambésis                                                                                      | 48° 43′ 42″ nord, 1° 58′ 26″ est | « PA78000004 » | Inscrit               | 1997                | Château des Ambésis |
| Château du Mesnil                                               | Le Mesnil-Saint-Denis        | Route d'Elancourt                                                                                     | 48° 44′ 25″ nord, 1° 57′ 37″ est | « PA00087536 » | Inscrit               | 1947                | Château du Mesnil |
| Château des Mesnuls                                             | Les Mesnuls                  | | 48° 45′ 21″ nord, 1° 50′ 00″ est | « PA00087537 » | Inscrit Classé        | 1945 1975           | Château des Mesnuls |
| Château de Millemont                                            | Millemont                    | | 48° 48′ 27″ nord, 1° 44′ 19″ est | « PA00087543 » | Inscrit Classé        | 1947 1965           | Château de Millemont |
| Croix de cimetière de Milon-la-Chapelle                         | Milon-la-Chapelle            | | 48° 43′ 42″ nord, 2° 02′ 59″ est | « PA00087544 » | Classé                | 1969                | Croix de cimetière de Milon-la-Chapelle |
| Église Saint-Rémy de Mittainville                               | Mittainville                 | Impasse des pavillons                                                                                 | 48° 40′ 10″ nord, 1° 38′ 43″ est | « PA00087545 » | Inscrit               | 1972                | Église Saint-Rémy de Mittainville |
| Château de Groussay                                             | Montfort-l'Amaury            | | 48° 46′ 45″ nord, 1° 49′ 16″ est | « PA00087795 » | Classé                | 1993                | Château de Groussay |
| Tour Anne-de-Bretagne                                           | Montfort-l'Amaury            | | 48° 46′ 36″ nord, 1° 48′ 16″ est | « PA00087549 » | Classé                | 1862                | Tour Anne-de-Bretagne |
| Cimetière de Montfort-l'Amaury                                  | Montfort-l'Amaury            | | 48° 46′ 40″ nord, 1° 48′ 25″ est | « PA00087550 » | Classé                | 1875                | Cimetière de Montfort-l'Amaury |
| Église Saint-Pierre de Montfort-l'Amaury                        | Montfort-l'Amaury            | | 48° 46′ 36″ nord, 1° 48′ 28″ est | « PA00087551 » | Classé                | 1840                | Église Saint-Pierre de Montfort-l'Amaury |
| Hôtel Le Boistel                                                | Montfort-l'Amaury            | 14 rue Peteau-de-Maulette                                                                             | 48° 46′ 35″ nord, 1° 48′ 32″ est | « PA00087552 » | Inscrit               | 1977                | Hôtel Le Boistel |
| Maison de Maurice Ravel                                         | Montfort-l'Amaury            | 5 rue Maurice-Ravel                                                                                   | 48° 46′ 34″ nord, 1° 48′ 19″ est | « PA00132998 » | Inscrit               | 2019                | Maison de Maurice Ravel |
| Fort de Saint-Cyr                                               | Montigny-le-Bretonneux       | | 48° 47′ 34″ nord, 2° 01′ 52″ est | « PA00087791 » | Classé                | 1992                | Fort de Saint-Cyr |
| Église Saint-Eutrope d'Orcemont                                 | Orcemont                     | | 48° 35′ 18″ nord, 1° 48′ 27″ est | « PA78000013 » | Inscrit               | 2001                | Église Saint-Eutrope d'Orcemont |
| Église Sainte-Monégonde                                         | Orphin                       | | 48° 34′ 48″ nord, 1° 46′ 55″ est | « PA00087559 » | Inscrit               | 1968                | Église Sainte-Monégonde |
| Église Saint-Denis d'Orsonville                                 | Orsonville                   | | 48° 28′ 41″ nord, 1° 50′ 07″ est | « PA00087560 » | Inscrit               | 1939                | Église Saint-Denis d'Orsonville |
| Ferme de Gauvilliers                                            | Orsonville                   | | 48° 29′ 20″ nord, 1° 50′ 01″ est | « PA00087561 » | Inscrit               | 1969                | Ferme de Gauvilliers |
| Croix Saint-Jacques                                             | Le Perray-en-Yvelines        | Saint-Jacques                                                                                         | 48° 40′ 52″ nord, 1° 50′ 31″ est | « PA00087564 » | Inscrit               | 1952                | Croix Saint-Jacques |
| Château de Plaisir                                              | Plaisir                      | | 48° 48′ 53″ nord, 1° 57′ 11″ est | « PA00087565 » | Classé                | 1961                | Château de Plaisir |
| Église Saint-Pierre de Plaisir                                  | Plaisir                      | | 48° 48′ 59″ nord, 1° 56′ 57″ est | « PA00087566 » | Inscrit               | 1947                | Église Saint-Pierre de Plaisir |
| Chapelle de Moulineaux                                          | Poigny-la-Forêt              | | 48° 40′ 02″ nord, 1° 43′ 28″ est | « PA78000035 » | Inscrit               | 2014                | Chapelle de Moulineaux |
| Église Notre-Dame-de-la-Crèche-et-Saint-Gorgon de Craches       | Prunay-en-Yvelines           | Craches                                                                                               | 48° 33′ 25″ nord, 1° 48′ 41″ est | « PA00087578 » | Inscrit               | 1978                | Église Notre-Dame-de-la-Crèche-et-Saint-Gorgon de Craches |
| Église Saint-Pierre-Saint-Paul de Prunay-en-Yvelines            | Prunay-en-Yvelines           | | 48° 31′ 38″ nord, 1° 47′ 46″ est | « PA00087577 » | Classé                | 1983                | Église Saint-Pierre-Saint-Paul de Prunay-en-Yvelines |
| Maison forte de Gourville                                       | Prunay-en-Yvelines           | Gourville                                                                                             | 48° 30′ 56″ nord, 1° 47′ 28″ est | « PA00087579 » | Inscrit               | 1972                | Maison forte de Gourville |
| Château de La Queue-les-Yvelines                                | La Queue-les-Yvelines        | 89 Rue Nationale                                                                                      | 48° 48′ 15″ nord, 1° 45′ 45″ est | « PA00087580 » | Inscrit               | 1979 2001           | Image manquante Téléverser |
| Château de Rambouillet                                          | Rambouillet                  | Place de la Libération                                                                                | 48° 38′ 44″ nord, 1° 49′ 04″ est | « PA00087581 » | Inscrit Classé        | 1977 2010           | Château de Rambouillet |
| Écuries du comte de Toulouse                                    | Rambouillet                  | | 48° 38′ 51″ nord, 1° 49′ 05″ est | « PA00087582 » | Classé                | 1967                | Écuries du comte de Toulouse |
| Église Saint-Lubin-et-Saint-Jean-Baptiste                       | Rambouillet                  | | 48° 38′ 48″ nord, 1° 49′ 26″ est | « PA78000017 » | Inscrit               | 2003                | Église Saint-Lubin-et-Saint-Jean-Baptiste |
| Hôtel des Postes de Rambouillet                                 | Rambouillet                  | 1 place André-Thomé-et-Jacqueline-Thomé-Patenotre                                                     | 48° 38′ 50″ nord, 1° 49′ 27″ est | « PA78000010 » | Inscrit               | 1999                | Hôtel des Postes de Rambouillet |
| Hôtel de ville de Rambouillet                                   | Rambouillet                  | | 48° 38′ 43″ nord, 1° 49′ 11″ est | « PA00087583 » | Inscrit               | 1965                | Hôtel de ville de Rambouillet |
| Pavillon du Roi de Rome                                         | Rambouillet                  | Place du Roi-de-Rome Rue du Général-de-Gaulle                                                         | 48° 38′ 39″ nord, 1° 49′ 20″ est | « PA00087584 » | Inscrit Classé        | 1966 1989 1995 2016 | Pavillon du Roi de Rome |
| Pavillon de Toulouse                                            | Rambouillet                  | 8 rue de la Motte                                                                                     | 48° 38′ 47″ nord, 1° 49′ 06″ est | « PA00087585 » | Inscrit               | 1980                | Pavillon de Toulouse |
| Villa Clairbois                                                 | Rambouillet                  | 112 rue du Vieil Orme                                                                                 | 48° 39′ 15″ nord, 1° 51′ 45″ est | « PA78000037 » | Inscrit               | 23 avril 2018       | Villa Clairbois |
| Bailliage de Rochefort-en-Yvelines                              | Rochefort-en-Yvelines        | Place des Halles                                                                                      | 48° 35′ 07″ nord, 1° 59′ 18″ est | « PA00087588 » | Inscrit               | 1965                | Bailliage de Rochefort-en-Yvelines |
| Château de Rochefort-en-Yvelines                                | Rochefort-en-Yvelines        | Golf de Rochefort-en-Yvelines                                                                         | 48° 35′ 12″ nord, 1° 59′ 26″ est | « PA00087589 » | Inscrit               | 1931                | Château de Rochefort-en-Yvelines |
| Église de l'Assomption de Rochefort-en-Yvelines                 | Rochefort-en-Yvelines        | | 48° 35′ 05″ nord, 1° 59′ 25″ est | « PA00087590 » | Inscrit               | 1937 2018           | Église de l'Assomption de Rochefort-en-Yvelines |
| Parc de l'ancien château de Rocquencourt                        | Rocquencourt                 | | 48° 50′ 16″ nord, 2° 06′ 54″ est | « PA00087591 » | Inscrit               | 1946                | Image manquante Téléverser |
| Église Saint-Nicolas de Saint-Arnoult-en-Yvelines               | Saint-Arnoult-en-Yvelines    | | 48° 34′ 18″ nord, 1° 56′ 25″ est | « PA00087595 » | Classé                | 1993                | Église Saint-Nicolas de Saint-Arnoult-en-Yvelines |
| Immeuble                                                        | Saint-Arnoult-en-Yvelines    | 9 rue Charles-de-Gaulle                                                                               | 48° 34′ 16″ nord, 1° 56′ 12″ est | « PA00087596 » | Inscrit               | 1929                | Immeuble |
| Immeuble                                                        | Saint-Arnoult-en-Yvelines    | 38 rue Poupinel                                                                                       | 48° 34′ 13″ nord, 1° 56′ 10″ est | « PA00087597 » | Inscrit               | 1975                | Immeuble |
| Moulin de Villeneuve                                            | Saint-Arnoult-en-Yvelines    | | 48° 34′ 07″ nord, 1° 55′ 33″ est | « PA78000482 » | Inscrit               | 2017                | Moulin de Villeneuve |
| Abbaye Notre-Dame-des-Anges de Saint-Cyr-l'École                | Saint-Cyr-l'École            | | 48° 48′ 13″ nord, 2° 03′ 46″ est | « PA00087598 » | Classé                | 1946                | Abbaye Notre-Dame-des-Anges de Saint-Cyr-l'École |
| Ferme de Gally                                                  | Saint-Cyr-l'École            | | 48° 49′ 05″ nord, 2° 04′ 55″ est | « PA00087673 » | Classé                | 1906                | Ferme de Gally |
| Immeuble                                                        | Saint-Cyr-l'École            | Place des Douanes 3 Avenue Pierre-Curie                                                               | 48° 48′ 01″ nord, 2° 04′ 26″ est | « PA00087600 » | Inscrit               | 1947                | Image manquante Téléverser |
| Maison royale de Saint-Louis                                    | Saint-Cyr-l'École            | | 48° 48′ 02″ nord, 2° 03′ 58″ est | « PA00087599 » | Classé Inscrit Classé | 1942 1945           | Maison royale de Saint-Louis |
| Château de Sainte-Mesme                                         | Sainte-Mesme                 | | 48° 31′ 55″ nord, 1° 57′ 48″ est | « PA00087639 » | Classé Inscrit        | 1987                | Château de Sainte-Mesme |
| Église Saint-Mesme de Sainte-Mesme                              | Sainte-Mesme                 | | 48° 31′ 59″ nord, 1° 57′ 41″ est | « PA00087640 » | Inscrit               | 1986                | Église Saint-Mesme de Sainte-Mesme |
| Fontaine de Sainte-Mesme                                        | Sainte-Mesme                 | | 48° 31′ 50″ nord, 1° 57′ 38″ est | « PA00087641 » | Classé                | 1952                | Fontaine de Sainte-Mesme |
| Manoir de Sainte-Mesme                                          | Sainte-Mesme                 | 1 rue Charles-Legaigneur                                                                              | 48° 31′ 51″ nord, 1° 57′ 43″ est | « PA00087642 » | Inscrit               | 1985                | Manoir de Sainte-Mesme |
| Chapelle Saint-Gilles de Saint-Forget                           | Saint-Forget                 | | 48° 42′ 13″ nord, 2° 00′ 33″ est | « PA78000018 » | Inscrit               | 2003                | Chapelle Saint-Gilles de Saint-Forget |
| Château de Mauvières                                            | Saint-Forget                 | | 48° 42′ 08″ nord, 2° 01′ 07″ est | « PA00087601 » | Inscrit               | 1968                | Château de Mauvières |
| Croix de cimetière de Saint-Forget                              | Saint-Forget                 | Le Parc                                                                                               | 48° 42′ 14″ nord, 2° 00′ 32″ est | « PA00087602 » | Inscrit               | 1966                | Croix de cimetière de Saint-Forget |
| Château de Voisins                                              | Saint-Hilarion               | | 48° 37′ 51″ nord, 1° 45′ 22″ est | « PA00087631 » | Classé                | 1983                | Château de Voisins |
| Église Saint Hilarion de Saint-Hilarion                         | Saint-Hilarion               | | 48° 37′ 10″ nord, 1° 44′ 09″ est | « PA00087632 » | Inscrit               | 1933                | Église Saint Hilarion de Saint-Hilarion |
| Église Saint-Lambert de Saint-Lambert église, cimetière, cloche | Saint-Lambert                | | 48° 43′ 52″ nord, 2° 01′ 05″ est | « PA00087634 » | Inscrit Classé        | 1926                | Église Saint-Lambert de Saint-Lambertéglise, cimetière, cloche |
| Église Saint-Jean-Baptiste de Saint-Léger-en-Yvelines           | Saint-Léger-en-Yvelines      | | 48° 43′ 30″ nord, 1° 46′ 02″ est | « PA00087636 » | Inscrit               | 1933                | Église Saint-Jean-Baptiste de Saint-Léger-en-Yvelines |
| Pierre Ardoue                                                   | Saint-Léger-en-Yvelines      | | 48° 43′ 46″ nord, 1° 44′ 43″ est | « PA00087635 » | Classé                | 1906                | Pierre Ardoue |
| Église Saint-Martin de Saint-Martin-de-Bréthencourt             | Saint-Martin-de-Bréthencourt | | 48° 30′ 34″ nord, 1° 55′ 41″ est | « PA00087637 » | Inscrit               | 1977                | Église Saint-Martin de Saint-Martin-de-Bréthencourt |
| Château de Coubertin                                            | Saint-Rémy-lès-Chevreuse     | | 48° 42′ 07″ nord, 2° 03′ 36″ est | « PA00087645 » | Inscrit               | 1945                | Château de Coubertin |
| Château de Vaugien                                              | Saint-Rémy-lès-Chevreuse     | | 48° 42′ 08″ nord, 2° 05′ 16″ est | « PA78000014 » | Inscrit               | 2001 2015           | Château de Vaugien |
| Maison Wogenscky (voir André Wogenscky)                         | Saint-Rémy-lès-Chevreuse     | 80 rue du Général-Leclerc                                                                             | 48° 42′ 24″ nord, 2° 03′ 40″ est | « PA78000006 » | Inscrit               | 1997                | Maison Wogenscky (voir André Wogenscky) |
| Prieuré des Hautes-Bruyères                                     | Saint-Rémy-l'Honoré          | | 48° 44′ 21″ nord, 1° 53′ 38″ est | « PA00087646 » | Classé                | 1934                | Prieuré des Hautes-Bruyères |
| Église Saint-Pierre-Saint-Paul de Saulx-Marchais                | Saulx-Marchais               | Place de l'Église                                                                                     | 48° 50′ 29″ nord, 1° 50′ 09″ est | « PA78000012 » | Inscrit               | 1999                | Église Saint-Pierre-Saint-Paul de Saulx-Marchais |
| Tuilerie de Saulx-Marchais                                      | Saulx-Marchais               | 30 rue de la Tuilerie                                                                                 | 48° 50′ 03″ nord, 1° 50′ 20″ est | « PA78000019 » | Inscrit               | 2003                | Image manquante Téléverser |
| Château de la Cour Senlisse                                     | Senlisse                     | | 48° 41′ 24″ nord, 1° 58′ 41″ est | « PA00087648 » | Inscrit               | 1977                | Château de la Cour Senlisse |
| Château de Pinceloup                                            | Sonchamp                     | | 48° 34′ 56″ nord, 1° 52′ 57″ est | « PA78000021 » | Inscrit               | 2005                | Château de Pinceloup |
| Église Saint-Georges de Sonchamp                                | Sonchamp                     | | 48° 34′ 33″ nord, 1° 52′ 43″ est | « PA00087650 » | Inscrit               | 1984                | Église Saint-Georges de Sonchamp |
| Château de Grignon                                              | Thiverval-Grignon            | | 48° 50′ 53″ nord, 1° 56′ 21″ est | « PA00087653 » | Inscrit               | 1941                | Château de Grignon |
| Église Saint-Martin de Thiverval-Grignon                        | Thiverval-Grignon            | | 48° 50′ 58″ nord, 1° 55′ 02″ est | « PA00087654 » | Classé                | 1846                | Église Saint-Martin de Thiverval-Grignon |
| Château de Thoiry                                               | Thoiry                       | | 48° 51′ 50″ nord, 1° 47′ 46″ est | « PA00087655 » | Inscrit               | 1973 2014           | Château de Thoiry |
| Porte de Trousalé                                               | Toussus-le-Noble             | | 48° 45′ 06″ nord, 2° 07′ 26″ est | « PA00087656 » | Inscrit               | 1989                | Porte de Trousalé |
| Les Dents de Scie                                               | Trappes                      | 6 à 60, 5 à 27 avenue Marceau                                                                         | 48° 46′ 37″ nord, 2° 00′ 25″ est | « PA00087799 » | Inscrit               | 1992                | Les Dents de Scie |
| Château de Pontchartrain                                        | Le Tremblay-sur-Mauldre      | | 48° 47′ 56″ nord, 1° 53′ 42″ est | « PA00087658 » | Classé                | 1979                | Château de Pontchartrain |
| Château du Tremblay-sur-Mauldre                                 | Le Tremblay-sur-Mauldre      | | 48° 46′ 36″ nord, 1° 52′ 25″ est | « PA00087657 » | Classé Inscrit        | 1979 1991           | Château du Tremblay-sur-Mauldre |
| Château de la Verrière                                          | La Verrière                  | | 48° 45′ 03″ nord, 1° 56′ 59″ est | « PA00087664 » | Inscrit               | 1945                | Château de la Verrière |
| Église Saint-Martin de Vicq                                     | Vicq                         | | 48° 48′ 55″ nord, 1° 50′ 05″ est | « PA00087781 » | Inscrit               | 1980                | Église Saint-Martin de Vicq |
| Château de Villiers-le-Mahieu                                   | Villiers-le-Mahieu           | | 48° 51′ 30″ nord, 1° 46′ 05″ est | « PA00087785 » | Inscrit               | 1964                | Château de Villiers-le-Mahieu |
| Pavillon Saint-Vigor                                            | Viroflay                     | 34 rue Jean-Rey                                                                                       | 48° 47′ 57″ nord, 2° 10′ 03″ est | « PA00087786 » | Inscrit               | 1945 1946           | Pavillon Saint-Vigor |